# Tamnay-en-Bazois
 Tamnay-en-Bazois  es una población y comuna francesa, situada en la región de Borgoña, departamento de Nièvre, en el distrito de Ville de Château-Chinon y cantón de Châtillon-en-Bazois.

## Demografía
| 322 | 277 | 253 | 204 | 174 | 175 |
| Para los censos de 1962 a 1999 la población legal corresponde a la población sin duplicidades (Fuente: INSEE [Consultar]) |     |     |     |     |     |